# Glockentaler

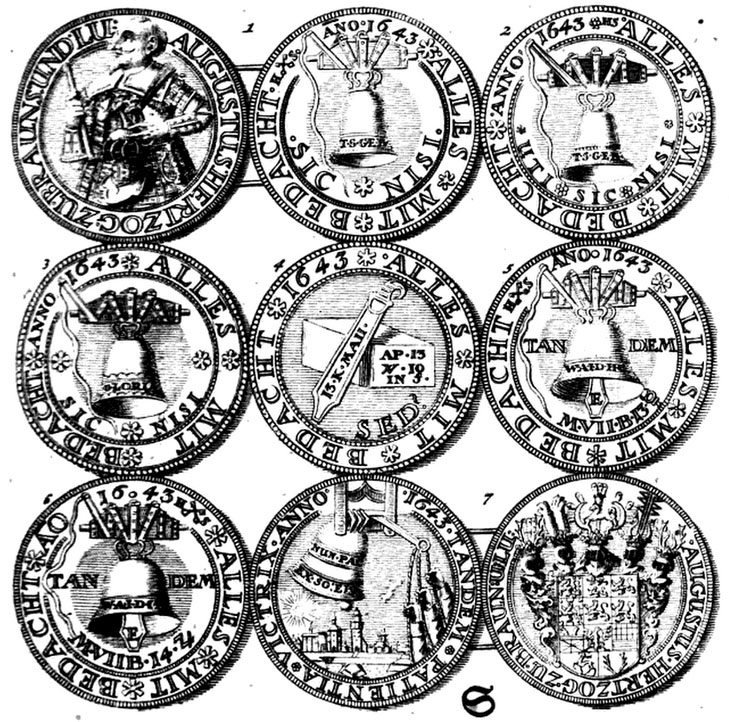
Die sieben Glockentaler, aus:
Johann David Köhlers / P.P. Im Jahr 1729. wöchentlich herausgegebener Historischer Münz-Belustigung Erster Theil, Nürnberg 1729, p. 137

Glockentaler ist die Bezeichnung für sieben verschiedene Sorten von Talern, die August II. von Braunschweig-Wolfenbüttel 1643 prägen ließ. Während des Dreißigjährigen Kriegs hatten kaiserliche Truppen Wolfenbüttel besetzt. In der Hoffnung auf eine – Ende 1643 tatsächlich erfolgte – Befreiung der Stadt wurden die Glockentaler in der Zellerfelder Münze geprägt.
Die Glockentaler zeigen auf der Vorderseite Herzog August (Hüftbild). Auf den Rückseiten der ersten drei Taler fehlt der abgebildeten Glocke ein Klöppel. Ein Klöppel allein ist auf der Rückseite des vierten Talers zu sehen. Es folgten zwei Taler mit vollständigen Glocken. Auf dem siebenten Taler wird die Glocke geläutet. Die dominierende Randschrift der Rückseite lautet meist „ALLES MIT BEDACHT“.

## Quelle
- Artikel „Glockentaler“ in Friedrich von Schrötter, N. Bauer, K. Regling, A. Suhle, R. Vasmer, J. Wilcke: Wörterbuch der Münzkunde, Berlin 1970 (Nachdruck der Originalausgabe von 1930), S. 226.